# Blackrod
Blackrod är en stad och civil parish i Bolton i Greater Manchester i England. Orten har 5 001 invånare (2011).